# Comuna Bistra, Zagreb
Bistra este o comună în cantonul Zagreb, Croația, având o populație de 6.632 de locuitori (2011).

## Demografie
Componența etnică a comunei Bistra
     Croați (97,18%)
     Necunoscut (0,08%)
     Neclasificat (0,81%)
Componența confesională a comunei Bistra
     Catolici (94,32%)
     Fără religie și atei (1,31%)
     Necunoscută (2,61%)
     Alte religii (1,76%)
Conform recensământului din 2011, comuna Bistra avea 6.632 de locuitori. Din punct de vedere etnic, majoritatea locuitorilor (97,18%) erau croați. Apartenența etnică nu este cunoscută în cazul a 0,08% din locuitori. Din punct de vedere confesional, majoritatea locuitorilor (94,32%) erau catolici, cu o minoritate de persoane fără religie și atei (1,31%). Pentru 2,61% din locuitori nu este cunoscută apartenența confesională.